# Vert, Landes
Vert là một xã, thuộc tỉnh Landes trong vùng Nouvelle-Aquitaine. Xã này có diện tích 40,03 km², dân số năm 2006 là 231 người. Xã này nằm ở khu vực có độ cao trung bình 90 mét trên mực nước biển.

## Thông tin nhân khẩu
| 1962                                         | 1968 | 1975 | 1982 | 1990 | 1999 | 2006 |
| -------------------------------------------- | ---- | ---- | ---- | ---- | ---- | ---- |
| 189                                          | 221  | 213  | 206  | 193  | 209  | 231  |
| Số liệu từ năm 1962, dân số không tính trùng |      |      |      |      |      |      |